# Christine - Mașina ucigașă
Christine este un film thriller american din 1983 film despre un autoturism numit "Christine" și efectele pe care le are asupra șoferului ei adolescent. Filmul se bazează pe un roman omonim de Stephen King. Este regizat de John Carpenter. Acțiunea filmului are loc în anul 1978.

## Actori
- Keith Gordon este Arnold "Arnie" Cunningham
- John Stockwell este Dennis Guilder
- Alexandra Paul este Leigh Cabot
- Robert Prosky este Will Darnell
- Harry Dean Stanton este Detectiv Rudolph "Rudy" Junkins
- Christine Belford este Regina Cunningham
- Roberts Blossom este George LeBay
- Kelly Preston este Roseanne
- William Ostrander este Clarence "Buddy" Repperton
- Malcolm Danare este Peter "Moochie" Welch
- Steven Tash este Richard "Richie" Trelawney
- Stuart Charno este Donald "Don" Vandenberg
- David Spielberg este Mr. Casey